# Alexis Elk River 233
Pour les articles homonymes, voir Alexis.
Alexis Elk River 233 est une réserve indienne de la Nation sioux nakota d'Alexis située en Alberta au Canada.

## Géographie
Alexis Elk River 233 est située à 87 km au sud-est de Hinton en Alberta. Elle couvre une superficie de 98 hectares.